# Mercœur, Corrèze
Mercœur är en kommun i departementet Corrèze i regionen Nouvelle-Aquitaine i de centrala delarna av Frankrike. Kommunen ligger  i kantonen Mercœur som tillhör arrondissementet Tulle. År 2022 hade Mercœur 232 invånare.

## Befolkningsutveckling
Antalet invånare i kommunen Mercœur
Referens:INSEE